# Psolidothuria yasmeena
Psolidothuria yasmeena is een zeekomkommer uit de familie Vaneyellidae.
De wetenschappelijke naam van de soort werd in 2006 gepubliceerd door A.S. Thandar.